# چارلز پاولت، پنجمین دوک بولتون
چارلز پاولت، پنجمین دوک بولتون (انگلیسی: Charles Powlett, 5th Duke of Bolton; ۱ ژانویهٔ ۱۷۱۸ – ۵ ژوئیهٔ ۱۷۶۵) نظامی و سیاستمدار اهل پادشاهی بریتانیای کبیر بود. وی همچنین برندهٔ جوایزی همچون نشان بند جوراب شده‌است.